# Gare de Capvern
La gare de Capvern est une gare ferroviaire française de la ligne de Toulouse à Bayonne, située sur le territoire de la commune de Capvern, dans le département des Hautes-Pyrénées en région Occitanie.
Elle est mise en service en 1867 par la Compagnie des chemins de fer du Midi et du Canal latéral à la Garonne. C'est une halte ferroviaire de la Société nationale des chemins de fer français (SNCF) desservie par des trains régionaux TER Occitanie.

## Situation ferroviaire
Établie à 597 m d'altitude, la gare de Capvern est située au point kilométrique (PK) 126,047 de la ligne de Toulouse à Bayonne entre les gares de Lannemezan et Tournay.
La gare dépend de la région ferroviaire de Toulouse. Elle est équipée de deux quais, le quai 1 pour la voie 1 et le quai 2 pour la voie 2, qui disposent tous les deux d'une longueur utile de 210 m.

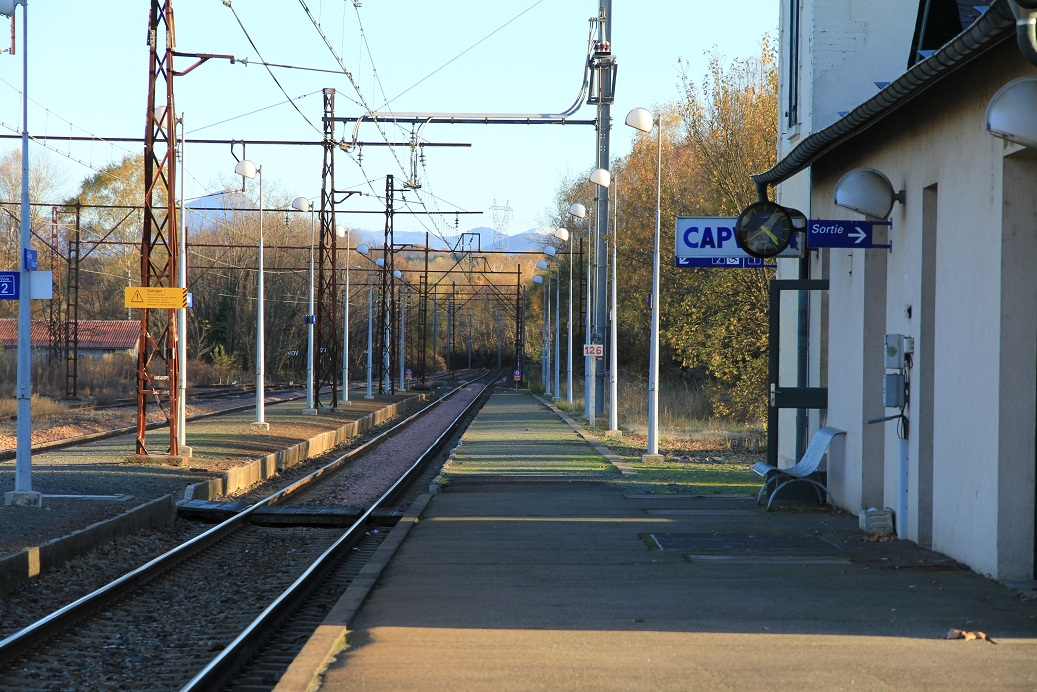
Vue des voies en direction de Lannemezan en 2010.

## Histoire
La station de Capvern est mise en service le 20 juin 1867, par la Compagnie des chemins de fer du Midi et du Canal latéral à la Garonne lors de l'ouverture de la section de Montréjeau à Tarbes de sa ligne de Toulouse à Bayonne.
Cette gare est située au sommet d'une rampe éponyme, la rampe de Capvern qui est une des sections les plus difficiles du réseau ferré de France.

### Fréquentation
En 2022, selon les estimations de la SNCF, la fréquentation annuelle de la gare était de 7 061 voyageurs.
De 2015 à 2023, selon les estimations de la SNCF, la fréquentation annuelle de la gare s'élève aux nombres indiqués dans le tableau ci-dessous.
| Année               | 2015  | 2016  | 2017  | 2018  | 2019  | 2020  | 2021  | 2022  | 2023  |
| ------------------- | ----- | ----- | ----- | ----- | ----- | ----- | ----- | ----- | ----- |
| Nombre de voyageurs | 8 146 | 7 984 | 6 742 | 3 673 | 3 638 | 3 388 | 4 907 | 7 061 | 7 019 |

## Service des voyageurs

### Accueil
Halte SNCF, c'est un point d'arrêt non géré (PANG) à entrée libre.
Un passage planchéié permet la traversée des voies pour aller d'un quai à l'autre.

### Desserte
Capvern est desservie par des trains TER Occitanie qui effectuent des missions entre les gares de Toulouse-Matabiau et de Tarbes.

### Intermodalité
Un parking pour les véhicules est aménagé. Les bus de Capvern desservent la gare.

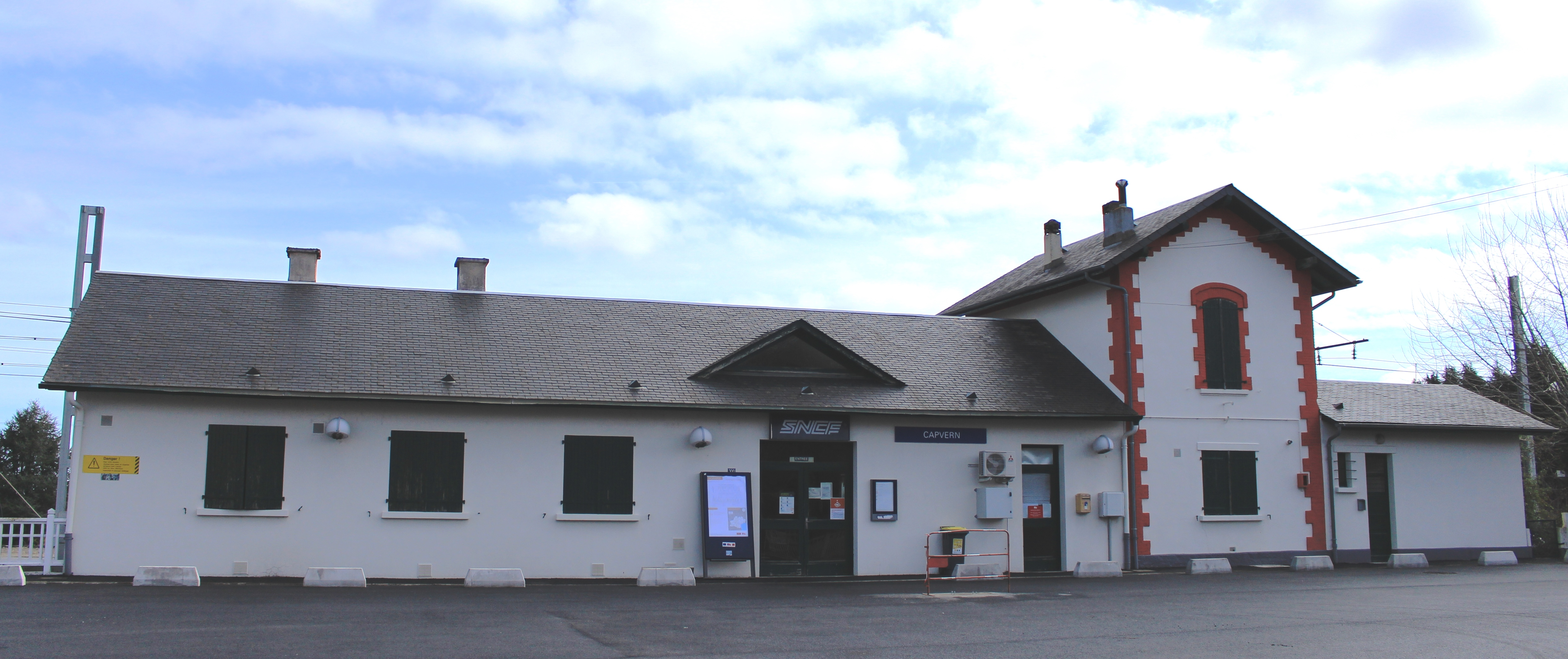
Côté bâtiment.